# Grand Prix de Voleibol de 2015
El Grand Prix de Voleibol de 2015 será la vigésimo tercera (23.ª) edición del torneo anual más importante de selecciones nacionales de voleibol femenino, el evento es organizado por la Federación Internacional de Voleibol (FIVB) y por segundo año consecutivo contará con 28 equipos.

## Equipos participantes
Son 28 las selecciones participantes en el Grand Prix de 2015, de las cuales 27 se mantienen de la edición anterior. La selección de Corea del Sur no participará, mientras que Colombia jugará el torneo por primera vez en su historia.
| CAVB                                                  | AVC                                          | CEV | NORCECA                                                            | CSV                            |
| ----------------------------------------------------- | -------------------------------------------- | --- | ------------------------------------------------------------------ | ------------------------------ |
| Argelia Kenia                                         | Australia China Japón Kazajistán Tailandia   | \| Alemania Bélgica Bulgaria Croacia Italia Países Bajos \| Polonia República Checa Rusia Serbia Turquía \| | Canadá Cuba Estados Unidos México Puerto Rico República Dominicana | Argentina Brasil Perú Colombia |
| Alemania Bélgica Bulgaria Croacia Italia Países Bajos | Polonia República Checa Rusia Serbia Turquía | |                                                                    |                                |

## Conformación de grupos
La edición 2015 del Grand Prix presenta cambios respecto a los equipos que conforman cada grupo. La selección de Bélgica fue promovida al Grupo 1 por haber ganado el Grupo 2 el año anterior y ocupará el lugar de República Dominicana que este año no participará. En noviembre de 2014 Corea del Sur declinó su participación y fue reemplazado por República Dominicana.
En el Grupo 2 las selecciones de Bulgaria, Croacia y República Checa fueron promovidas desde el Grupo 3 por su participación del año anterior.
En el Grupo 3, las selecciones de Perú y Cuba fueron relegadas del Grupo 2, además se integra a esta zona la debutante selección de Colombia.
En cada serie se indica con negrita a la selección del país anfitrión.

### Grupo 1
| Semana 1                      | Semana 1                             | Semana 1                              | Semana 2                          | Semana 2                           | Semana 2                            |
| Serie A                       | Serie B                              | Serie C                               | Serie D                           | Serie E                            | Serie F                             |
| ----------------------------- | ------------------------------------ | ------------------------------------- | --------------------------------- | ---------------------------------- | ----------------------------------- |
| Brasil Japón Serbia Tailandia | China Rep. Dominicana Rusia Alemania | Estados Unidos Italia Turquía Bélgica | Brasil Alemania Tailandia Bélgica | China Japón Italia Rep. Dominicana | Estados Unidos Rusia Serbia Turquía |

| Semana 3                    | Semana 3                             | Semana 3                                | Semana 4                                                |
| Serie G                     | Serie H                              | Serie I                                 | Hexagonal final                                         |
| --------------------------- | ------------------------------------ | --------------------------------------- | ------------------------------------------------------- |
| Brasil Italia Rusia Bélgica | Estados Unidos China Japón Tailandia | Rep. Dominicana Serbia Alemania Turquía | \| Estados Unidos Rusia Brasil \| China Italia Japón \| |
| Estados Unidos Rusia Brasil | China Italia Japón                   |                                         |                                                         |

### Grupo 2
| Semana 1                                       | Semana 1                            | Semana 2                              | Semana 2                                     | Semana 3                                         |
| Serie J                                        | Serie K                             | Serie L                               | Serie M                                      | Cuadrangular final                               |
| ---------------------------------------------- | ----------------------------------- | ------------------------------------- | -------------------------------------------- | ------------------------------------------------ |
| Argentina Croacia Países Bajos República Checa | Puerto Rico Canadá Bulgaria Polonia | Argentina Canadá Países Bajos Polonia | Puerto Rico Croacia Bulgaria República Checa | Polonia Países Bajos República Checa Puerto Rico |

### Grupo 3
| Semana 1                          | Semana 1                   | Semana 2                      | Semana 2                       | Semana 3                      |
| Serie N                           | Serie O                    | Serie P                       | Serie Q                        | Cuadrangular final            |
| --------------------------------- | -------------------------- | ----------------------------- | ------------------------------ | ----------------------------- |
| Kazajistán Argelia Cuba Australia | Kenia Perú México Colombia | Kazajistán Perú Cuba Colombia | Kenia Argelia México Australia | Australia Colombia Perú Kenia |

## Formato de competición
El torneo se desarrolla dividido en tres grupos.
El Grupo 1, conformado por 12 selecciones, se encuentra dividido en 9 series de 4 equipos y un hexagonal final. Las 9 series se llevan a cabo durante 3 semanas en las que cada equipos juega 9 partidos en total, al término de este periodo clasifican al hexagonal final los 5 equipos que acumulen la mayor cantidad de puntos (si el anfitrión del hexagonal se encuentra entre estos 5 equipos entonces el posicionado en sexto lugar también clasifica), además el equipo que culmine en el último lugar podría descender al grupo 2 en la siguiente edición si el ganador de este grupo cumple con los requisitos de promoción requeridos por la FIVB. El hexagonal final se juega en la cuarta semana con un sistema de todos contra todos y se proclamará campeón a la selección que obtenga el mayor puntaje.
El grupo 2, conformado por 8 selecciones, se encuentra dividido en 4 series y un cuadrangular final. Las 4 series se llevan a cabo durante 2 semanas en las que cada equipo juega 6 partidos en total, al término de este periodo clasifican al cuadrangular final los 3 equipos que acumulen la mayor cantidad de puntos (si el anfitrión de la cuadrangular se encuentra entre estos 3 equipos entonces el posicionado en cuarto lugar también clasifica). El cuadrangular final se juega en la tercera semana y consiste en las semifinales y la final, en las semifinales el equipo anfitrión se enfrenta al equipo peor ubicado de los tres clasificados y los dos restantes se enfrentan en la otra semifinal, los ganadores pasan a disputar la final en la que se  proclamará al ganador del grupo que además será promovido al grupo 1 para el torneo de 2016.
El grupo 3 conformado también por 8 equipos presenta un sistema de competencia idéntico al grupo 2 y el ganador será promovido al grupo 2 en la siguiente edición si cumple con los requisitos de promoción requeridos por la FIVB.
Para determinar el orden de clasificación en cada grupo se aplican los siguientes criterios en orden de aparición:
- Número de partidos ganados.
- Puntos obtenidos.
- Proporción entre los sets ganados y los sets perdidos (Sets ratio).
- Proporción entre los puntos ganados y los puntos perdidos (Puntos ratio).
- Último resultado entre los equipos empatados en cuestión.

En un partido que termine con el marcador de 3-0 o 3-1 se otorga 3 puntos al ganador y 0 puntos al perdedor, en un partido que finalice con el marcador 3-2 se otorga 2 puntos al ganador y 1 punto al perdedor.

## Ronda intercontinental

### Grupo 1
– Clasificado para competir en el hexagonal final. 
     – Clasificado para competir en el hexagonal final como país anfitrión.
     – Descendido al grupo 2 en la siguiente edición.
|     |                      |     | Partidos | Partidos | Partidos | Sets | Sets | Sets   | Puntos | Puntos | Puntos |
| Pos | Equipo               | Pts | PJ       | PG       | PP       | SG   | SP   | Ratio  | PG     | PP     | Ratio  |
| --- | -------------------- | --- | -------- | -------- | -------- | ---- | ---- | ------ | ------ | ------ | ------ |
| 1   | Brasil               | 27  | 9        | 9        | 0        | 27   | 2    | 13.500 | 721    | 559    | 1.290  |
| 2   | China                | 26  | 9        | 9        | 0        | 27   | 5    | 5.400  | 770    | 569    | 1.353  |
| 3   | Estados Unidos       | 24  | 9        | 8        | 1        | 26   | 8    | 3.250  | 825    | 741    | 1.113  |
| 4   | Italia               | 14  | 9        | 5        | 4        | 18   | 14   | 1.286  | 740    | 690    | 1.072  |
| 5   | Rusia                | 14  | 9        | 5        | 4        | 16   | 17   | 0.941  | 730    | 746    | 0.979  |
| 6   | Japón                | 13  | 9        | 4        | 5        | 16   | 16   | 1.000  | 699    | 721    | 0.969  |
| 7   | Alemania             | 13  | 9        | 4        | 5        | 15   | 17   | 0.882  | 733    | 692    | 1.059  |
| 8   | Serbia               | 12  | 9        | 3        | 6        | 17   | 19   | 0.895  | 796    | 775    | 1.027  |
| 9   | Tailandia            | 9   | 9        | 3        | 6        | 10   | 21   | 0.476  | 667    | 726    | 0.919  |
| 10  | Bélgica              | 6   | 9        | 2        | 7        | 8    | 21   | 0.381  | 571    | 692    | 0.825  |
| 11  | Turquía              | 5   | 9        | 2        | 7        | 10   | 23   | 0.435  | 712    | 773    | 0.921  |
| 12  | República Dominicana | 0   | 9        | 0        | 9        | 0    | 27   | 0.000  | 415    | 675    | 0.615  |

#### Semana 1

##### Serie A
- Sede: Estadio Cubierto Huamark, Bangkok, Tailandia.
- Las horas indicadas corresponden al huso horario local de Tailandia (Tiempo de Indochina): UTC+7.

| Fecha      | Hora  | Partido   | Partido   | Partido | Sets  | Sets  | Sets  | Sets  | Sets  | Puntuación total | Reporte |
| Fecha      | Hora  |           | Resultado |         | 1     | 2     | 3     | 4     | 5     | Puntuación total | Reporte |
| ---------- | ----- | --------- | --------- | ------- | ----- | ----- | ----- | ----- | ----- | ---------------- | ------- |
| 3 de julio | 16:00 | Tailandia | 3 – 2     | Serbia  | 25-17 | 15-25 | 23-25 | 25-22 | 15-11 | 103 – 100        | P2 P3   |
| 3 de julio | 18:30 | Brasil    | 3 – 1     | Japón   | 21-25 | 25-21 | 25-17 | 27-25 | -     | 98 – 88          | P2 P3   |
| 4 de julio | 14:00 | Brasil    | 3 – 0     | Serbia  | 25-20 | 25-15 | 25-19 | -     | -     | 75 – 54          | P2 P3   |
| 4 de julio | 16:30 | Tailandia | 0 – 3     | Japón   | 21-25 | 22-25 | 22-25 | -     | -     | 65 – 75          | P2 P3   |
| 5 de julio | 14:00 | Japón     | 3 – 1     | Serbia  | 25-22 | 18-25 | 28-26 | 25-23 | -     | 96 – 96          | P2 P3   |
| 5 de julio | 16:30 | Tailandia | 0 – 3     | Brasil  | 23-25 | 18-25 | 13-25 | -     | -     | 54 – 75          | P2 P3   |

##### Serie B
- Sede: Beilun Sports and Arts Centre, Ningbo, China.
- Las horas indicadas corresponden al huso horario local de China (Tiempo estándar de China): UTC+8.

| Fecha      | Hora  | Partido         | Partido   | Partido         | Sets  | Sets  | Sets  | Sets  | Sets | Puntuación total | Reporte |
| Fecha      | Hora  |                 | Resultado |                 | 1     | 2     | 3     | 4     | 5    | Puntuación total | Reporte |
| ---------- | ----- | --------------- | --------- | --------------- | ----- | ----- | ----- | ----- | ---- | ---------------- | ------- |
| 3 de julio | 15:00 | Alemania        | 1 – 3     | Rusia           | 20-25 | 26-24 | 20-25 | 20-25 | -    | 86 – 99          | P2 P3   |
| 3 de julio | 19:30 | China           | 3 – 0     | Rep. Dominicana | 25-15 | 25-12 | 25-9  | -     | -    | 75 – 36          | P2 P3   |
| 4 de julio | 15:00 | Rep. Dominicana | 0 – 3     | Rusia           | 15-25 | 22-25 | 8-25  | -     | -    | 45 – 75          | P2 P3   |
| 4 de julio | 19:30 | China           | 3 – 0     | Alemania        | 25-15 | 25-22 | 25-15 | -     | -    | 75 – 52          | P2 P3   |
| 5 de julio | 15:00 | Rep. Dominicana | 0 – 3     | Alemania        | 6-25  | 18-25 | 23-25 | -     | -    | 47 – 75          | P2 P3   |
| 5 de julio | 19:30 | China           | 3 – 1     | Rusia           | 25-21 | 21-25 | 25-13 | 25-23 | -    | 96 – 82          | P2 P3   |

##### Serie C
- Sede: Pabellón de voleibol Başkent, Ankara, Turquía.
- Las horas indicadas corresponden al huso horario local de Turquía (Hora de verano de Europa oriental – EEST): UTC+3.

| Fecha      | Hora  | Partido        | Partido   | Partido        | Sets  | Sets  | Sets  | Sets  | Sets | Puntuación total | Reporte |
| Fecha      | Hora  |                | Resultado |                | 1     | 2     | 3     | 4     | 5    | Puntuación total | Reporte |
| ---------- | ----- | -------------- | --------- | -------------- | ----- | ----- | ----- | ----- | ---- | ---------------- | ------- |
| 3 de julio | 16:00 | Estados Unidos | 3 – 1     | Italia         | 25-27 | 25-21 | 25-22 | 25-23 | -    | 100 – 93         | P2 P3   |
| 3 de julio | 19:00 | Turquía        | 0 – 3     | Bélgica        | 13-25 | 17-25 | 23-25 | -     | -    | 53 – 75          | P2 P3   |
| 4 de julio | 16:00 | Italia         | 3 – 0     | Bélgica        | 25-15 | 25-17 | 25-20 | -     | -    | 75 – 52          | P2 P3   |
| 4 de julio | 19:00 | Turquía        | 1 – 3     | Estados Unidos | 20-25 | 25-17 | 16-25 | 21-25 | -    | 82 – 92          | P2 P3   |
| 5 de julio | 16:00 | Bélgica        | 0 – 3     | Estados Unidos | 19-25 | 20-25 | 18-25 | -     | -    | 57 – 75          | P2 P3   |
| 5 de julio | 19:00 | Turquía        | 0 – 3     | Italia         | 22-25 | 23-25 | 17-25 | -     | -    | 62 – 75          | P2 P3   |

#### Semana 2

##### Serie D
- Sede: Ginásio do Ibirapuera, São Paulo, Brasil.
- Las horas indicadas corresponden al huso horario local de São Paulo (Horario de Brasilia): UTC-3.

| Fecha       | Hora  | Partido  | Partido   | Partido   | Sets  | Sets  | Sets  | Sets  | Sets | Puntuación total | Reporte |
| Fecha       | Hora  |          | Resultado |           | 1     | 2     | 3     | 4     | 5    | Puntuación total | Reporte |
| ----------- | ----- | -------- | --------- | --------- | ----- | ----- | ----- | ----- | ---- | ---------------- | ------- |
| 10 de julio | 14:05 | Brasil   | 3 – 0     | Bélgica   | 25-17 | 25-16 | 25-14 | -     | -    | 75 – 47          | P2 P3   |
| 10 de julio | 16:00 | Alemania | 0 – 3     | Tailandia | 22-25 | 20-25 | 16-25 | -     | -    | 58 – 75          | P2 P3   |
| 11 de julio | 10:00 | Brasil   | 3 – 1     | Tailandia | 25-23 | 20-25 | 25-14 | 25-19 | -    | 95 – 81          | P2 P3   |
| 11 de julio | 12:00 | Bélgica  | 1 – 3     | Alemania  | 19-25 | 25-23 | 21-25 | 15-25 | -    | 80 – 98          | P2 P3   |
| 12 de julio | 10:00 | Brasil   | 3 – 0     | Alemania  | 26-24 | 25-22 | 26-24 | -     | -    | 77 – 70          | P2 P3   |
| 12 de julio | 12:00 | Bélgica  | 1 – 3     | Tailandia | 11-25 | 23-25 | 25-22 | 14-25 | -    | 73 – 97          | P2 P3   |

##### Serie E
- Sede: Saitama City Memorial Gymnasium, Saitama, Japón.
- Las horas indicadas corresponden al huso horario local de Japón (Hora estándar de Japón – JST): UTC+9.

| Fecha       | Hora  | Partido         | Partido   | Partido         | Sets  | Sets  | Sets  | Sets  | Sets  | Puntuación total | Reporte |
| Fecha       | Hora  |                 | Resultado |                 | 1     | 2     | 3     | 4     | 5     | Puntuación total | Reporte |
| ----------- | ----- | --------------- | --------- | --------------- | ----- | ----- | ----- | ----- | ----- | ---------------- | ------- |
| 10 de julio | 16:10 | China           | 3 – 0     | Rep. Dominicana | 25-15 | 25-12 | 25-19 | -     | -     | 75 – 46          | P2 P3   |
| 10 de julio | 19:10 | Japón           | 2 – 3     | Italia          | 15-25 | 25-23 | 27-25 | 24-26 | 12-15 | 103 – 114        | P2 P3   |
| 11 de julio | 15:10 | China           | 3 – 1     | Italia          | 25-21 | 20-25 | 25-16 | 25-19 | -     | 95 – 81          | P2 P3   |
| 11 de julio | 18:10 | Japón           | 3 – 0     | Rep. Dominicana | 25-19 | 25-12 | 25-15 | -     | -     | 75 – 46          | P2 P3   |
| 12 de julio | 15:10 | Rep. Dominicana | 0 – 3     | Italia          | 13-25 | 15-25 | 19-25 | -     | -     | 47 – 75          | P2 P3   |
| 12 de julio | 18:10 | Japón           | 1 – 3     | China           | 11-25 | 25-21 | 15-25 | 17-25 | -     | 68 – 96          | P2 P3   |

##### Serie F
- Sede: DS Yantarny, Kaliningrado, Rusia.
- Las horas indicadas corresponden al huso horario local de Kaliningrado (Hora de Europa oriental lejana): UTC+2.

| Fecha       | Hora  | Partido        | Partido   | Partido        | Sets  | Sets  | Sets  | Sets  | Sets | Puntuación total | Reporte |
| Fecha       | Hora  |                | Resultado |                | 1     | 2     | 3     | 4     | 5    | Puntuación total | Reporte |
| ----------- | ----- | -------------- | --------- | -------------- | ----- | ----- | ----- | ----- | ---- | ---------------- | ------- |
| 10 de julio | 16:40 | Serbia         | 3 – 1     | Turquía        | 25-18 | 21-25 | 25-14 | 27-25 | -    | 98 – 82          | P2 P3   |
| 10 de julio | 19:10 | Rusia          | 0 – 3     | Estados Unidos | 22-25 | 20-25 | 19-25 | -     | -    | 61 – 75          | P2 P3   |
| 11 de julio | 16:40 | Estados Unidos | 3 – 1     | Turquía        | 25-12 | 25-19 | 22-25 | 25-21 | -    | 99 – 87          | P2 P3   |
| 11 de julio | 19:10 | Rusia          | 3 – 2     | Serbia         | 25-23 | 17-25 | 20-25 | 26-24 | 15-8 | 103 – 105        | P2 P3   |
| 12 de julio | 16:40 | Serbia         | 2 – 3     | Estados Unidos | 18-25 | 26-24 | 28-30 | 25-19 | 9-15 | 106 – 113        | P2 P3   |
| 12 de julio | 19:10 | Rusia          | 3 – 1     | Turquía        | 26-24 | 17-25 | 25-23 | 25-21 | -    | 93 – 93          | P2 P3   |

#### Semana 3

##### Serie G
- Sede: Pala Catania, Catania, Italia.
- Las horas indicadas corresponden al huso horario local de Italia (Hora de verano de Europa central – CEST): UTC+2.

| Fecha       | Hora  | Partido | Partido   | Partido | Sets  | Sets  | Sets  | Sets  | Sets | Puntuación total | Reporte |
| Fecha       | Hora  |         | Resultado |         | 1     | 2     | 3     | 4     | 5    | Puntuación total | Reporte |
| ----------- | ----- | ------- | --------- | ------- | ----- | ----- | ----- | ----- | ---- | ---------------- | ------- |
| 16 de julio | 17:10 | Rusia   | 0 – 3     | Brasil  | 18-25 | 14-25 | 17-25 | -     | -    | 49 – 75          | P2 P3   |
| 16 de julio | 20:10 | Italia  | 3 – 0     | Bélgica | 25-17 | 26-24 | 25-14 | -     | -    | 76 – 55          | P2 P3   |
| 17 de julio | 17:10 | Brasil  | 3 – 0     | Bélgica | 25-14 | 25-17 | 25-23 | -     | -    | 75 – 54          | P2 P3   |
| 17 de julio | 20:25 | Italia  | 1 – 3     | Rusia   | 18-25 | 25-20 | 22-25 | 28-30 | -    | 93 – 100         | P2 P3   |
| 18 de julio | 17:10 | Bélgica | 3 – 0     | Rusia   | 25-20 | 25-22 | 28-26 | -     | -    | 78 – 68          | P2 P3   |
| 18 de julio | 20:10 | Italia  | 0 – 3     | Brasil  | 17-25 | 24-26 | 17-25 | -     | -    | 58 – 76          | P2 P3   |

##### Serie H
- Sede: Hong Kong Coliseum, Hong Kong, China.
- Las horas indicadas corresponden al huso horario local de China (Tiempo estándar de China): UTC+8.

| Fecha       | Hora  | Partido   | Partido   | Partido        | Sets  | Sets  | Sets  | Sets  | Sets  | Puntuación total | Reporte |
| Fecha       | Hora  |           | Resultado |                | 1     | 2     | 3     | 4     | 5     | Puntuación total | Reporte |
| ----------- | ----- | --------- | --------- | -------------- | ----- | ----- | ----- | ----- | ----- | ---------------- | ------- |
| 16 de julio | 18:30 | Japón     | 0 – 3     | Estados Unidos | 23-25 | 22-25 | 24-26 | -     | -     | 69 – 76          | P2 P3   |
| 16 de julio | 20:30 | China     | 3 – 0     | Tailandia      | 25-18 | 25-14 | 27-25 | -     | -     | 77 – 57          | P2 P3   |
| 17 de julio | 18:30 | Tailandia | 1 – 3     | Estados Unidos | 21-25 | 18-25 | 25-23 | 16-25 | -     | 80 – 98          | P2 P3   |
| 17 de julio | 20:30 | China     | 3 – 0     | Japón          | 25-13 | 25-20 | 25-17 | -     | -     | 75 – 50          | P2 P3   |
| 18 de julio | 18:00 | Japón     | 3 – 0     | Tailandia      | 25-19 | 25-21 | 25-15 | -     | -     | 75 – 55          | P2 P3   |
| 18 de julio | 20:00 | China     | 3 – 2     | Estados Unidos | 22-25 | 25-13 | 25-22 | 19-25 | 15-12 | 106 – 97         | P2 P3   |

##### Serie I
- Sede: Porsche-Arena, Stuttgart, Alemania.
- Las horas indicadas corresponden al huso horario local de Alemania (Hora de verano de Europa central – CEST): UTC+2.

| Fecha       | Hora  | Partido         | Partido   | Partido         | Sets  | Sets  | Sets  | Sets  | Sets  | Puntuación total | Reporte |
| Fecha       | Hora  |                 | Resultado |                 | 1     | 2     | 3     | 4     | 5     | Puntuación total | Reporte |
| ----------- | ----- | --------------- | --------- | --------------- | ----- | ----- | ----- | ----- | ----- | ---------------- | ------- |
| 16 de julio | 17:05 | Turquía         | 0 – 3     | Serbia          | 20-25 | 16-25 | 19-25 | -     | -     | 55 – 75          | P2 P3   |
| 16 de julio | 20:05 | Alemania        | 3 – 0     | Rep. Dominicana | 25-12 | 25-11 | 25-18 | -     | -     | 75 – 41          | P2 P3   |
| 17 de julio | 18:05 | Alemania        | 2 – 3     | Turquía         | 25-20 | 26-28 | 29-31 | 25-14 | 16-18 | 121 – 111        | P2 P3   |
| 17 de julio | 21:05 | Rep. Dominicana | 0 – 3     | Serbia          | 13-25 | 21-25 | 16-25 | -     | -     | 50 – 75          | P2 P3   |
| 18 de julio | 15:05 | Rep. Dominicana | 0 – 3     | Turquía         | 20-25 | 17-25 | 20-25 | -     | -     | 57 – 75          | P2 P3   |
| 18 de julio | 18:05 | Serbia          | 1 – 3     | Alemania        | 25-23 | 18-25 | 22-25 | 22-25 | -     | 87 – 98          | P2 P3   |

### Grupo 2
– Clasificado para competir en la ronda final del grupo 2. 
     – Clasificado para competir en la ronda final del grupo 2 como país anfitrión.
     – Descendido al grupo 3 en la siguiente edición.
|     |                 |     | Partidos | Partidos | Partidos | Sets | Sets | Sets  | Puntos | Puntos | Puntos |
| Pos | Equipo          | Pts | PJ       | PG       | PP       | SG   | SP   | Ratio | PG     | PP     | Ratio  |
| --- | --------------- | --- | -------- | -------- | -------- | ---- | ---- | ----- | ------ | ------ | ------ |
| 1   | Países Bajos    | 17  | 6        | 6        | 0        | 18   | 3    | 6.000 | 510    | 375    | 1.360  |
| 2   | Polonia         | 12  | 6        | 4        | 2        | 13   | 8    | 1.625 | 480    | 472    | 1.016  |
| 3   | República Checa | 12  | 6        | 4        | 2        | 15   | 10   | 1.500 | 563    | 521    | 1.081  |
| 4   | Puerto Rico     | 12  | 6        | 4        | 2        | 14   | 11   | 1.273 | 562    | 522    | 1.077  |
| 5   | Bulgaria        | 9   | 6        | 3        | 3        | 13   | 13   | 1.000 | 544    | 550    | 0.989  |
| 6   | Canadá          | 5   | 6        | 2        | 4        | 9    | 15   | 0.600 | 506    | 550    | 0.920  |
| 7   | Argentina       | 4   | 6        | 1        | 5        | 7    | 16   | 0.437 | 476    | 548    | 0.868  |
| 8   | Croacia         | 1   | 6        | 0        | 6        | 5    | 18   | 0.278 | 442    | 545    | 0.811  |

#### Semana 1

##### Serie J
- Sede: Zatika Hall, Porec, Croacia.
- Las horas indicadas corresponden al huso horario local de Croacia (Hora de verano de Europa central – CEST): UTC+2.

| Fecha      | Hora  | Partido         | Partido   | Partido         | Sets  | Sets  | Sets  | Sets  | Sets | Puntuación total | Reporte |
| Fecha      | Hora  |                 | Resultado |                 | 1     | 2     | 3     | 4     | 5    | Puntuación total | Reporte |
| ---------- | ----- | --------------- | --------- | --------------- | ----- | ----- | ----- | ----- | ---- | ---------------- | ------- |
| 3 de julio | 17:00 | Países Bajos    | 3 – 1     | República Checa | 25-17 | 23-25 | 26-24 | 25-18 | -    | 99 – 84          | P2 P3   |
| 3 de julio | 20:00 | Argentina       | 3 – 1     | Croacia         | 25-19 | 26-24 | 15-25 | 25-16 | -    | 91 – 84          | P2 P3   |
| 4 de julio | 17:00 | Argentina       | 0 – 3     | Países Bajos    | 11-25 | 11-25 | 12-25 | -     | -    | 34 – 75          | P2 P3   |
| 4 de julio | 20:00 | República Checa | 3 – 0     | Croacia         | 25-17 | 25-19 | 25-19 | -     | -    | 75 – 55          | P2 P3   |
| 5 de julio | 17:00 | República Checa | 3 – 1     | Argentina       | 25-23 | 25-20 | 23-25 | 25-19 | -    | 98 – 87          | P2 P3   |
| 5 de julio | 20:00 | Croacia         | 0 – 3     | Países Bajos    | 17-25 | 11-25 | 13-25 | -     | -    | 41 – 75          | P2 P3   |

##### Serie K
- Sede: Coliseo Guillermo Angulo, Carolina, Puerto Rico
- Las horas indicadas corresponden al huso horario local de Puerto Rico (Tiempo del Atlántico): UTC-4

| Fecha      | Hora  | Partido     | Partido   | Partido  | Sets  | Sets  | Sets  | Sets  | Sets  | Puntuación total | Reporte |
| Fecha      | Hora  |             | Resultado |          | 1     | 2     | 3     | 4     | 5     | Puntuación total | Reporte |
| ---------- | ----- | ----------- | --------- | -------- | ----- | ----- | ----- | ----- | ----- | ---------------- | ------- |
| 3 de julio | 17:10 | Bulgaria    | 0 – 3     | Polonia  | 17-25 | 20-25 | 22-25 | -     | -     | 59 – 75          | P2 P3   |
| 3 de julio | 20:10 | Puerto Rico | 3 – 1     | Canadá   | 25-18 | 25-10 | 24-26 | 25-14 | -     | 99 – 68          | P2 P3   |
| 4 de julio | 17:10 | Bulgaria    | 2 – 3     | Canadá   | 25-18 | 14-25 | 14-25 | 25-20 | 13-15 | 91 – 103         | P2 P3   |
| 4 de julio | 20:10 | Puerto Rico | 3 – 1     | Polonia  | 25-19 | 21-25 | 25-19 | 25-18 | -     | 96 – 81          | P2 P3   |
| 5 de julio | 16:10 | Canadá      | 1 – 3     | Polonia  | 18-25 | 25-20 | 26-28 | 17-25 | -     | 86 – 98          | P2 P3   |
| 5 de julio | 19:10 | Puerto Rico | 2 – 3     | Bulgaria | 19-25 | 25-27 | 25-20 | 25-18 | 14-16 | 108 – 106        | P2 P3   |

#### Semana 2

##### Serie L
- Sede: Estadio Cincuentenario, Ciudad de Formosa, Argentina.
- Las horas indicadas corresponden al huso horario local de Argentina (Hora oficial argentina): UTC-3

| Fecha       | Hora  | Partido      | Partido   | Partido      | Sets  | Sets  | Sets  | Sets  | Sets  | Puntuación total | Reporte |
| Fecha       | Hora  |              | Resultado |              | 1     | 2     | 3     | 4     | 5     | Puntuación total | Reporte |
| ----------- | ----- | ------------ | --------- | ------------ | ----- | ----- | ----- | ----- | ----- | ---------------- | ------- |
| 10 de julio | 19:10 | Polonia      | 0 – 3     | Países Bajos | 18-25 | 20-25 | 15-25 | -     | -     | 53 – 75          | P2 P3   |
| 10 de julio | 22:10 | Argentina    | 1 – 3     | Canadá       | 25-22 | 23-25 | 14-25 | 29-31 | -     | 91 – 103         | P2 P3   |
| 11 de julio | 19:10 | Polonia      | 3 – 1     | Canadá       | 25-20 | 19-25 | 25-17 | 27-25 | -     | 96 – 87          | P2 P3   |
| 11 de julio | 22:10 | Argentina    | 2 – 3     | Países Bajos | 21-25 | 18-25 | 25-20 | 28-26 | 12-15 | 104 – 111        | P2 P3   |
| 12 de julio | 19:10 | Países Bajos | 3 – 0     | Canadá       | 25-22 | 25-16 | 25-21 | -     | -     | 75 – 59          | P2 P3   |
| 12 de julio | 22:10 | Argentina    | 0 – 3     | Polonia      | 21-25 | 23-25 | 24-26 | -     | -     | 69 – 77          | P2 P3   |

##### Serie M
- Sede: Arena Samokov, Samokov, Bulgaria.
- Las horas indicadas corresponden al huso horario local de Bulgaria (Hora de verano de Europa oriental – EEST): UTC+3.

| Fecha       | Hora  | Partido     | Partido   | Partido         | Sets  | Sets  | Sets  | Sets  | Sets  | Puntuación total | Reporte |
| Fecha       | Hora  |             | Resultado |                 | 1     | 2     | 3     | 4     | 5     | Puntuación total | Reporte |
| ----------- | ----- | ----------- | --------- | --------------- | ----- | ----- | ----- | ----- | ----- | ---------------- | ------- |
| 10 de julio | 16:10 | Puerto Rico | 3 – 2     | República Checa | 25-20 | 25-22 | 19-25 | 13-25 | 18-16 | 100 – 108        | P2 P3   |
| 10 de julio | 19:10 | Bulgaria    | 3 – 2     | Croacia         | 25-18 | 23-25 | 21-25 | 25-22 | 15-12 | 109 – 102        | P2 P3   |
| 11 de julio | 14:10 | Croacia     | 1 – 3     | Puerto Rico     | 25-23 | 16-25 | 23-25 | 17-25 | -     | 81 – 98          | P2 P3   |
| 11 de julio | 16:40 | Bulgaria    | 2 – 3     | República Checa | 23-25 | 25-18 | 17-25 | 25-18 | 11-15 | 101– 101         | P2 P3   |
| 12 de julio | 14:10 | Croacia     | 1 – 3     | República Checa | 12-25 | 25-22 | 21-25 | 21-25 | -     | 79 – 97          | P2 P3   |
| 12 de julio | 16:40 | Bulgaria    | 3 – 0     | Puerto Rico     | 28-26 | 25-20 | 25-15 | -     | -     | 78 – 61          | P2 P3   |

### Grupo 3
– Clasificado para competir en la ronda final del grupo 3. 
     – Clasificado para competir en la ronda final del grupo 3 como país anfitrión.
|     |            |     | Partidos | Partidos | Partidos | Sets | Sets | Sets  | Puntos | Puntos | Puntos |
| Pos | Equipo     | Pts | PJ       | PG       | PP       | SG   | SP   | Ratio | PG     | PP     | Ratio  |
| --- | ---------- | --- | -------- | -------- | -------- | ---- | ---- | ----- | ------ | ------ | ------ |
| 1   | Colombia   | 15  | 6        | 5        | 1        | 16   | 4    | 4.000 | 482    | 402    | 1.199  |
| 2   | Perú       | 15  | 6        | 5        | 1        | 15   | 4    | 3.750 | 451    | 366    | 1.232  |
| 3   | Kenia      | 10  | 6        | 4        | 2        | 12   | 10   | 1.200 | 472    | 443    | 1.065  |
| 4   | Cuba       | 10  | 6        | 3        | 3        | 12   | 9    | 1.333 | 476    | 436    | 1.091  |
| 5   | Kazajistán | 8   | 6        | 3        | 3        | 9    | 11   | 0.818 | 416    | 437    | 0.952  |
| 6   | Argelia    | 7   | 6        | 2        | 4        | 10   | 14   | 0.714 | 482    | 521    | 0.925  |
| 7   | México     | 6   | 6        | 2        | 4        | 8    | 15   | 0.533 | 453    | 512    | 0.884  |
| 8   | Australia  | 1   | 6        | 0        | 6        | 3    | 18   | 0.166 | 389    | 503    | 0.773  |

#### Semana 1

##### Serie N
- Sede: Zhastar Sports Palace, Taldykorgan, Kazajistán
- Las horas indicadas corresponden al huso horario local de la ciudad de Taldykorgan (Tiempo Alma-Ata) – ALMT: UTC+6

| Fecha       | Hora  | Partido    | Partido   | Partido   | Sets  | Sets  | Sets  | Sets  | Sets  | Puntuación total | Reporte |
| Fecha       | Hora  |            | Resultado |           | 1     | 2     | 3     | 4     | 5     | Puntuación total | Reporte |
| ----------- | ----- | ---------- | --------- | --------- | ----- | ----- | ----- | ----- | ----- | ---------------- | ------- |
| 26 de junio | 13:00 | Australia  | 0 – 3     | Cuba      | 22-25 | 12-25 | 16-25 | -     | -     | 50 – 75          | P2 P3   |
| 26 de junio | 16:00 | Kazajistán | 3 – 0     | Argelia   | 25-23 | 25-17 | 25-20 | -     | -     | 75 – 60          | P2 P3   |
| 27 de junio | 13:00 | Cuba       | 3 – 0     | Argelia   | 25-19 | 25-18 | 25-16 | -     | -     | 75 – 53          | P2 P3   |
| 27 de junio | 16:00 | Kazajistán | 3 – 0     | Australia | 25-20 | 25-21 | 25-8  | -     | -     | 75 – 49          | P2 P3   |
| 28 de junio | 13:00 | Argelia    | 3 – 0     | Australia | 25-19 | 25-22 | 25-13 | -     | -     | 75 – 54          | P2 P3   |
| 28 de junio | 16:00 | Kazajistán | 3 – 2     | Cuba      | 25-16 | 12-25 | 26-24 | 21-25 | 15-13 | 99 – 103         | P2 P3   |

##### Serie O
- Sede: Gimnasio Nuevo León, Monterrey, México
- Las horas indicadas corresponden al huso horario local de Monterrey (Hora de verano del Tiempo del centro): UTC-5

| Fecha       | Hora  | Partido  | Partido   | Partido  | Sets  | Sets  | Sets  | Sets  | Sets | Puntuación total | Reporte |
| Fecha       | Hora  |          | Resultado |          | 1     | 2     | 3     | 4     | 5    | Puntuación total | Reporte |
| ----------- | ----- | -------- | --------- | -------- | ----- | ----- | ----- | ----- | ---- | ---------------- | ------- |
| 26 de junio | 18:10 | Kenia    | 0 – 3     | Perú     | 18-25 | 12-25 | 23-25 | -     | -    | 53 – 75          | P2 P3   |
| 26 de junio | 20:40 | México   | 0 – 3     | Colombia | 18-25 | 16-25 | 18-25 | -     | -    | 52 – 75          | P2 P3   |
| 27 de junio | 17:10 | Perú     | 3 – 1     | Colombia | 25-19 | 19-25 | 25-21 | 25-19 | -    | 94 – 84          | P2 P3   |
| 27 de junio | 19:40 | México   | 2 – 3     | Kenia    | 16-25 | 25-20 | 25-21 | 17-25 | 9-15 | 92 – 106         | P2 P3   |
| 28 de junio | 16:10 | Colombia | 3 – 0     | Kenia    | 25-21 | 25-14 | 25-20 | -     | -    | 75 – 55          | P2 P3   |
| 28 de junio | 18:40 | México   | 0 – 3     | Perú     | 16-25 | 17-25 | 12-25 | -     | -    | 45 – 75          | P2 P3   |

#### Semana 2

##### Serie P
- Sede: Coliseo Gran Chimú, Trujillo, Perú
- Las horas indicadas corresponden al huso horario local del Perú (Tiempo del Perú – PET): UTC-5

| Fecha      | Hora  | Partido    | Partido   | Partido    | Sets  | Sets  | Sets  | Sets  | Sets | Puntuación total | Reporte |
| Fecha      | Hora  |            | Resultado |            | 1     | 2     | 3     | 4     | 5    | Puntuación total | Reporte |
| ---------- | ----- | ---------- | --------- | ---------- | ----- | ----- | ----- | ----- | ---- | ---------------- | ------- |
| 3 de julio | 16:30 | Cuba       | 3 – 0     | Kazajistán | 25-22 | 25-16 | 25-23 | -     | -    | 75 – 61          | P2 P3   |
| 3 de julio | 19:00 | Perú       | 0 – 3     | Colombia   | 17-25 | 17-25 | 23-25 | -     | -    | 57 – 75          | P2 P3   |
| 4 de julio | 15:30 | Kazajistán | 0 – 3     | Colombia   | 19-25 | 22-25 | 19-25 | -     | -    | 60 – 75          | P2 P3   |
| 4 de julio | 18:00 | Perú       | 3 – 0     | Cuba       | 25-23 | 25-21 | 25-20 | -     | -    | 75 – 63          | P2 P3   |
| 5 de julio | 16:30 | Colombia   | 3 – 1     | Cuba       | 25-14 | 21-25 | 25-20 | 27-25 | -    | 98 – 84          | P2 P3   |
| 5 de julio | 19:00 | Perú       | 3 – 0     | Kazajistán | 25-12 | 25-16 | 25-18 | -     | -    | 75 – 46          | P2 P3   |

##### Serie Q
- Sede: Salle Omnisports de Cheraga, Cheraga, Argelia.
- Las horas indicadas corresponden al huso horario local de Argelia (Tiempo de África Occidental – WAT): UTC+1

| Fecha      | Hora  | Partido   | Partido   | Partido   | Sets  | Sets  | Sets  | Sets  | Sets  | Puntuación total | Reporte |
| Fecha      | Hora  |           | Resultado |           | 1     | 2     | 3     | 4     | 5     | Puntuación total | Reporte |
| ---------- | ----- | --------- | --------- | --------- | ----- | ----- | ----- | ----- | ----- | ---------------- | ------- |
| 3 de julio | 17:10 | México    | 0 – 3     | Kenia     | 20-25 | 17-25 | 23-25 | -     | -     | 60 – 75          | P2 P3   |
| 3 de julio | 22:10 | Argelia   | 3 – 2     | Australia | 25-18 | 25-23 | 21-25 | 20-25 | 15-10 | 106 – 101        | P2 P3   |
| 4 de julio | 17:10 | Kenia     | 3 – 0     | Australia | 25-20 | 25-16 | 25-15 | -     | -     | 75 – 51          | P2 P3   |
| 4 de julio | 22:10 | México    | 3 – 2     | Argelia   | 25-20 | 22-25 | 25-14 | 21-25 | 15-13 | 108 – 97         | P2 P3   |
| 5 de julio | 17:10 | Australia | 1 – 3     | México    | 18-25 | 25-22 | 19-25 | 22-25 | -     | 84 – 97          | P2 P3   |
| 5 de julio | 22:10 | Argelia   | 2 – 3     | Kenia     | 25-20 | 15-25 | 25-23 | 13-25 | 13-15 | 91 – 108         | P2 P3   |

## Ronda final

### Grupo 3

#### Cuadrangular final
- Sede: AIS Arena, Canberra, Australia.
- Las horas indicadas corresponden al huso horario local de Canberra (Hora Estándar Oriental Australiana – AEST): UTC+10

|  | Semifinales | Semifinales |   |          | Final        | Final |  |
|  |             |             |   |          |              |       |  |
|  |             |             |   |          |              |       |  |
|  | Perú        | 3           |   |          |              |       |  |
|  | Colombia    | 0           |   |          |              |       |  |
|  |             |             |   |          |              |       |  |
|  |             |             |   |          |              |       |  |
|  |             |             |   |          | Perú         | 1     |  |
|  |             | Kenia       | 3 |          |              |       |  |
|  |             |             |   |          |              |       |  |
|  |             |             |   |          |              |       |  |
|  |             |             |   |          | Tercer lugar |       |  |
|  |             |             |   |          |              |       |  |
|  | Australia   | 1           |   | Colombia | 3            |       |  |
|  | Kenia       | 3           |   |          | Australia    | 0     |  |

##### Semifinales
| Fecha       | Hora  | Partido   | Partido   | Partido  | Sets  | Sets  | Sets  | Sets  | Sets | Puntuación total | Reporte |
| Fecha       | Hora  |           | Resultado |          | 1     | 2     | 3     | 4     | 5    | Puntuación total | Reporte |
| ----------- | ----- | --------- | --------- | -------- | ----- | ----- | ----- | ----- | ---- | ---------------- | ------- |
| 11 de julio | 16:10 | Perú      | 3 – 0     | Colombia | 25-16 | 25-17 | 25-19 | -     | -    | 75 – 52          | P2 P3   |
| 11 de julio | 19:10 | Australia | 1 – 3     | Kenia    | 25-18 | 16-25 | 20-25 | 14-25 | -    | 75 – 93          | P2 P3   |

##### Partido 3.º y 4.º puesto
| Fecha       | Hora  | Partido  | Partido   | Partido   | Sets  | Sets  | Sets  | Sets | Sets | Puntuación total | Reporte |
| Fecha       | Hora  |          | Resultado |           | 1     | 2     | 3     | 4    | 5    | Puntuación total | Reporte |
| ----------- | ----- | -------- | --------- | --------- | ----- | ----- | ----- | ---- | ---- | ---------------- | ------- |
| 12 de julio | 13:10 | Colombia | 3 – 0     | Australia | 25-12 | 25-22 | 25-16 | -    | -    | 75 – 50          | P2 P3   |

##### Final
| Fecha       | Hora  | Partido | Partido   | Partido | Sets  | Sets  | Sets  | Sets  | Sets | Puntuación total | Reporte |
| Fecha       | Hora  |         | Resultado |         | 1     | 2     | 3     | 4     | 5    | Puntuación total | Reporte |
| ----------- | ----- | ------- | --------- | ------- | ----- | ----- | ----- | ----- | ---- | ---------------- | ------- |
| 12 de julio | 16:10 | Perú    | 1 – 3     | Kenia   | 25-21 | 17-25 | 22-25 | 23-25 | -    | 87 – 96          | P2 P3   |

### Grupo 2

#### Cuadrangular final
- Sede: Hala Globus, Lublin, Polonia.
- Las horas indicadas corresponden al huso horario local de Polonia (Hora de verano de Europa central – CEST): UTC+2.

|  | Semifinales     | Semifinales |   |                 | Final        | Final |  |
|  |                 |             |   |                 |              |       |  |
|  |                 |             |   |                 |              |       |  |
|  | Países Bajos    | 3           |   |                 |              |       |  |
|  | República Checa | 0           |   |                 |              |       |  |
|  |                 |             |   |                 |              |       |  |
|  |                 |             |   |                 |              |       |  |
|  |                 |             |   |                 | Países Bajos | 3     |  |
|  |                 | Polonia     | 0 |                 |              |       |  |
|  |                 |             |   |                 |              |       |  |
|  |                 |             |   |                 |              |       |  |
|  |                 |             |   |                 | Tercer lugar |       |  |
|  |                 |             |   |                 |              |       |  |
|  | Polonia         | 3           |   | República Checa | 3            |       |  |
|  | Puerto Rico     | 1           |   |                 | Puerto Rico  | 1     |  |

##### Semifinales
| Fecha       | Hora  | Partido      | Partido   | Partido         | Sets  | Sets  | Sets  | Sets  | Sets | Puntuación total | Reporte |
| Fecha       | Hora  |              | Resultado |                 | 1     | 2     | 3     | 4     | 5    | Puntuación total | Reporte |
| ----------- | ----- | ------------ | --------- | --------------- | ----- | ----- | ----- | ----- | ---- | ---------------- | ------- |
| 1 de agosto | 15:10 | Países Bajos | 3 – 0     | República Checa | 25-21 | 25-14 | 27-25 |       |      | 77 – 60          | P2 P3   |
| 1 de agosto | 18:10 | Polonia      | 3 – 1     | Puerto Rico     | 25-21 | 21-25 | 25-16 | 25-23 |      | 96 – 85          | P2 P3   |

##### Partido 3.º y 4.º puesto
| Fecha       | Hora  | Partido         | Partido   | Partido     | Sets  | Sets  | Sets  | Sets  | Sets | Puntuación total | Reporte |
| Fecha       | Hora  |                 | Resultado |             | 1     | 2     | 3     | 4     | 5    | Puntuación total | Reporte |
| ----------- | ----- | --------------- | --------- | ----------- | ----- | ----- | ----- | ----- | ---- | ---------------- | ------- |
| 2 de agosto | 13:10 | República Checa | 3 – 1     | Puerto Rico | 25-18 | 12-25 | 25-21 | 25-17 | -    | 87 – 81          | P2 P3   |

##### Final
| Fecha       | Hora  | Partido      | Partido   | Partido | Sets  | Sets  | Sets  | Sets | Sets | Puntuación total | Reporte |
| Fecha       | Hora  |              | Resultado |         | 1     | 2     | 3     | 4    | 5    | Puntuación total | Reporte |
| ----------- | ----- | ------------ | --------- | ------- | ----- | ----- | ----- | ---- | ---- | ---------------- | ------- |
| 2 de agosto | 16:10 | Países Bajos | 3 – 0     | Polonia | 25-19 | 25-19 | 25-16 | -    | -    | 75 – 54          | P2 P3   |

### Grupo 1
- Sede: CenturyLink Center Omaha, Omaha, Estados Unidos.
- Las horas indicadas corresponden al huso horario local de Omaha (Hora de verano del tiempo del centro – CDT): UTC-5.

#### Hexagonal final
|     |                |     | Partidos | Partidos | Partidos | Sets | Sets | Sets  | Puntos | Puntos | Puntos |
| Pos | Equipo         | Pts | PJ       | PG       | PP       | SG   | SP   | Ratio | PG     | PP     | Ratio  |
| --- | -------------- | --- | -------- | -------- | -------- | ---- | ---- | ----- | ------ | ------ | ------ |
| 1   | Estados Unidos | 15  | 5        | 5        | 0        | 15   | 2    | 7.500 | 410    | 325    | 1.262  |
| 2   | Rusia          | 9   | 5        | 3        | 2        | 10   | 6    | 1.667 | 383    | 353    | 1.084  |
| 3   | Brasil         | 9   | 5        | 3        | 2        | 9    | 8    | 1.125 | 401    | 379    | 1.058  |
| 4   | China          | 7   | 5        | 2        | 3        | 9    | 9    | 1.000 | 382    | 397    | 0.962  |
| 5   | Italia         | 4   | 5        | 2        | 3        | 8    | 13   | 0.615 | 466    | 490    | 0.951  |
| 6   | Japón          | 1   | 5        | 0        | 5        | 2    | 15   | 0.133 | 325    | 423    | 0.768  |

| Fecha       | Hora  | Partido        | Partido   | Partido | Sets  | Sets  | Sets  | Sets  | Sets  | Puntuación total | Reporte |
| Fecha       | Hora  |                | Resultado |         | 1     | 2     | 3     | 4     | 5     | Puntuación total | Reporte |
| ----------- | ----- | -------------- | --------- | ------- | ----- | ----- | ----- | ----- | ----- | ---------------- | ------- |
| 22 de julio | 15:00 | Brasil         | 3 – 1     | China   | 23-25 | 25-20 | 25-16 | 25-14 | -     | 98 – 75          | P2 P3   |
| 22 de julio | 17:00 | Italia         | 0 – 3     | Rusia   | 24-26 | 26-28 | 19-25 | -     | -     | 69 – 79          | P2 P3   |
| 22 de julio | 20:05 | Estados Unidos | 3 – 0     | Japón   | 25-12 | 25-15 | 25-18 | -     | -     | 75 – 45          | P2 P3   |
| 23 de julio | 15:00 | Brasil         | 0 – 3     | Rusia   | 19-25 | 26-28 | 19-25 | -     | -     | 64 – 78          | P2 P3   |
| 23 de julio | 17:00 | Japón          | 0 – 3     | China   | 20-25 | 19-25 | 12-25 | -     | -     | 51 – 75          | P2 P3   |
| 23 de julio | 20:05 | Estados Unidos | 3 – 1     | Italia  | 25-17 | 25-14 | 15-25 | 25-18 | -     | 90 – 74          | P2 P3   |
| 24 de julio | 15:00 | Brasil         | 3 – 0     | Japón   | 25-21 | 25-23 | 25-16 | -     | -     | 75 – 60          | P2 P3   |
| 24 de julio | 17:00 | China          | 2 – 3     | Italia  | 15-25 | 25-22 | 25-22 | 18-25 | 12-15 | 95 – 109         | P2 P3   |
| 24 de julio | 20:05 | Estados Unidos | 3 – 1     | Rusia   | 26-24 | 19-25 | 25-16 | 25-22 | -     | 95 – 87          | P2 P3   |
| 25 de julio | 15:00 | China          | 3 – 0     | Rusia   | 27-25 | 25-20 | 25-19 | -     | -     | 77 – 64          | P2 P3   |
| 25 de julio | 17:00 | Estados Unidos | 3 – 0     | Brasil  | 25-16 | 25-22 | 25-21 | -     | -     | 75 – 59          | P2 P3   |
| 25 de julio | 20:05 | Italia         | 3 – 2     | Japón   | 20-25 | 25-20 | 28-30 | 26-24 | 24-22 | 123 – 121        | P2 P3   |
| 26 de julio | 12:00 | Estados Unidos | 3 – 0     | China   | 25-23 | 25-19 | 25-18 | -     | -     | 75 – 60          | P2 P3   |
| 26 de julio | 15:00 | Italia         | 1 – 3     | Brasil  | 18-25 | 27-25 | 28-30 | 18-25 | -     | 91 – 105         | P2 P3   |
| 26 de julio | 17:00 | Japón          | 0 – 3     | Rusia   | 11-25 | 19-25 | 18-25 | -     | -     | 48 – 75          | P2 P3   |

## Clasificación final
| Grp         | Pos | Selección            |
| ----------- | --- | -------------------- |
| G R U P O 1 | 1   | Estados Unidos       |
| G R U P O 1 | 2   | Rusia                |
| G R U P O 1 | 3   | Brasil               |
| G R U P O 1 | 4   | China                |
| G R U P O 1 | 5   | Italia               |
| G R U P O 1 | 6   | Japón                |
| G R U P O 1 | 7   | Alemania             |
| G R U P O 1 | 8   | Serbia               |
| G R U P O 1 | 9   | Tailandia            |
| G R U P O 1 | 10  | Bélgica              |
| G R U P O 1 | 11  | Turquía              |
| G R U P O 1 | 12  | República Dominicana |
| G R U P O 2 | 13  | Países Bajos         |
| G R U P O 2 | 14  | Polonia              |
| G R U P O 2 | 15  | República Checa      |
| G R U P O 2 | 16  | Puerto Rico          |
| G R U P O 2 | 17  | Bulgaria             |
| G R U P O 2 | 18  | Canadá               |
| G R U P O 2 | 19  | Argentina            |
| G R U P O 2 | 20  | Croacia              |
| G R U P O 3 | 21  | Kenia                |
| G R U P O 3 | 22  | Perú                 |
| G R U P O 3 | 23  | Colombia             |
| G R U P O 3 | 24  | Australia            |
| G R U P O 3 | 25  | Cuba                 |
| G R U P O 3 | 26  | Kazajistán           |
| G R U P O 3 | 27  | Argelia              |
| G R U P O 3 | 28  | México               |